# Подставка для сушки посуды

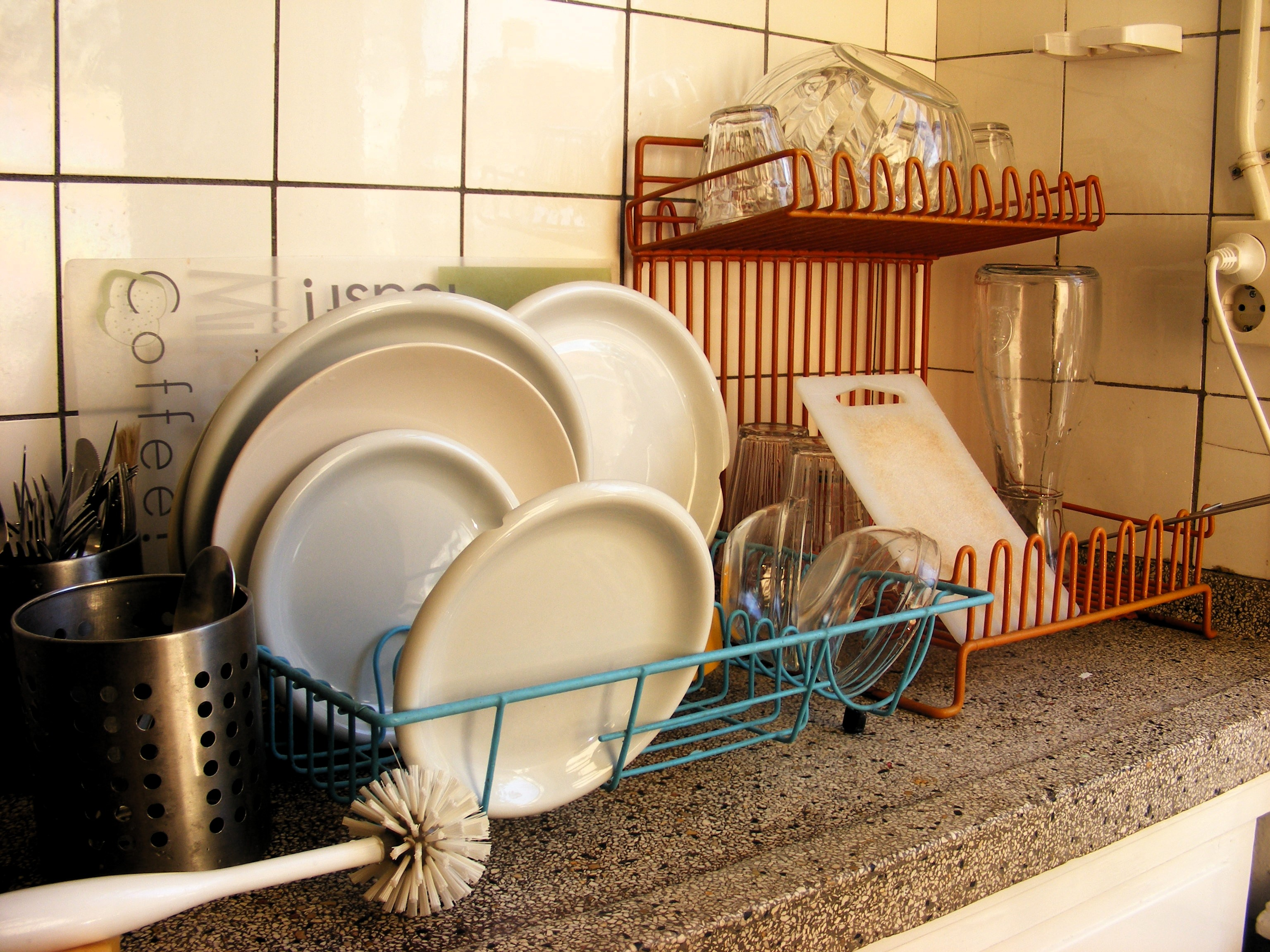
Настольная металлическая подставка для сушки посуды

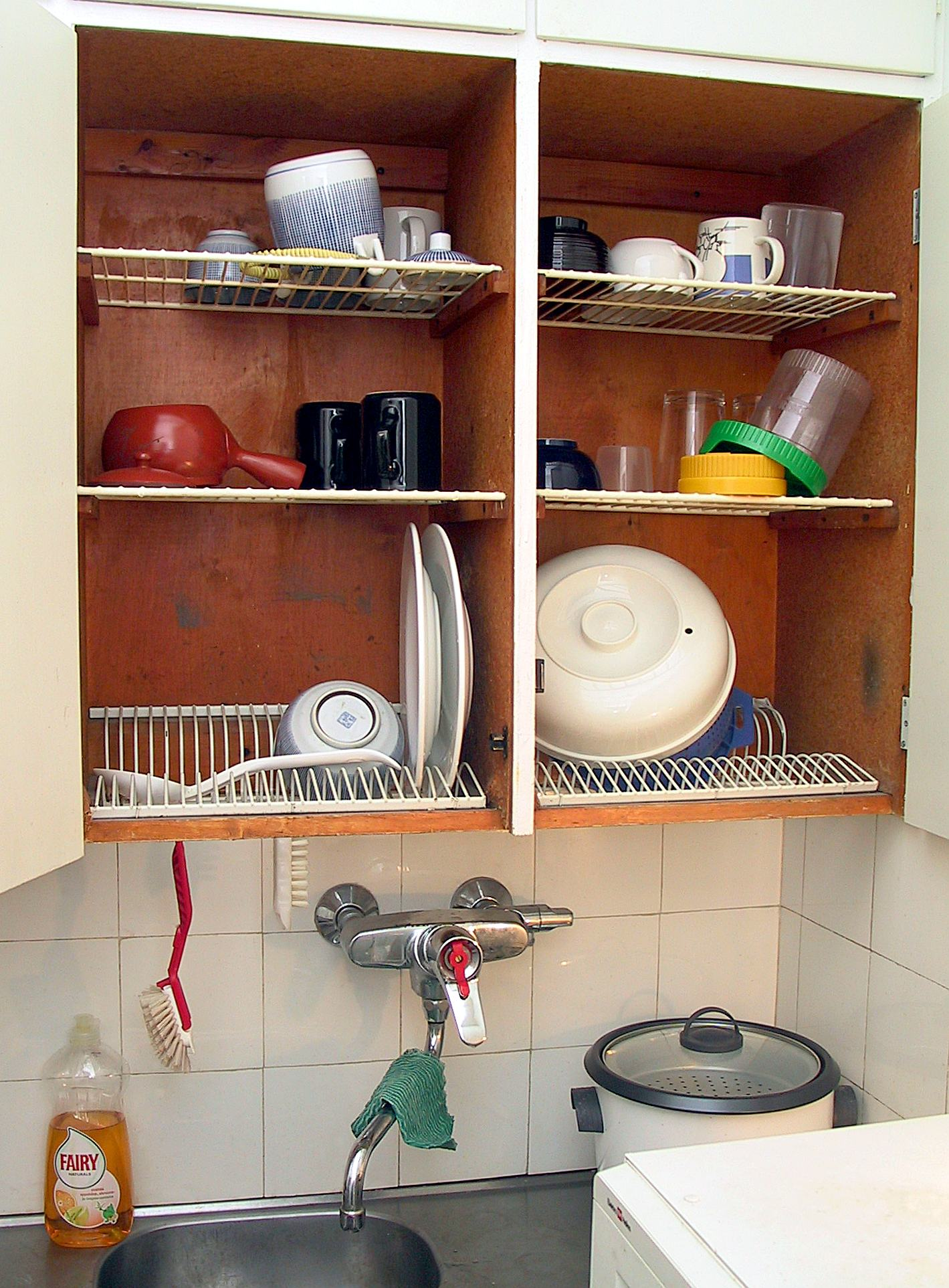
Широкий сушильный шкаф

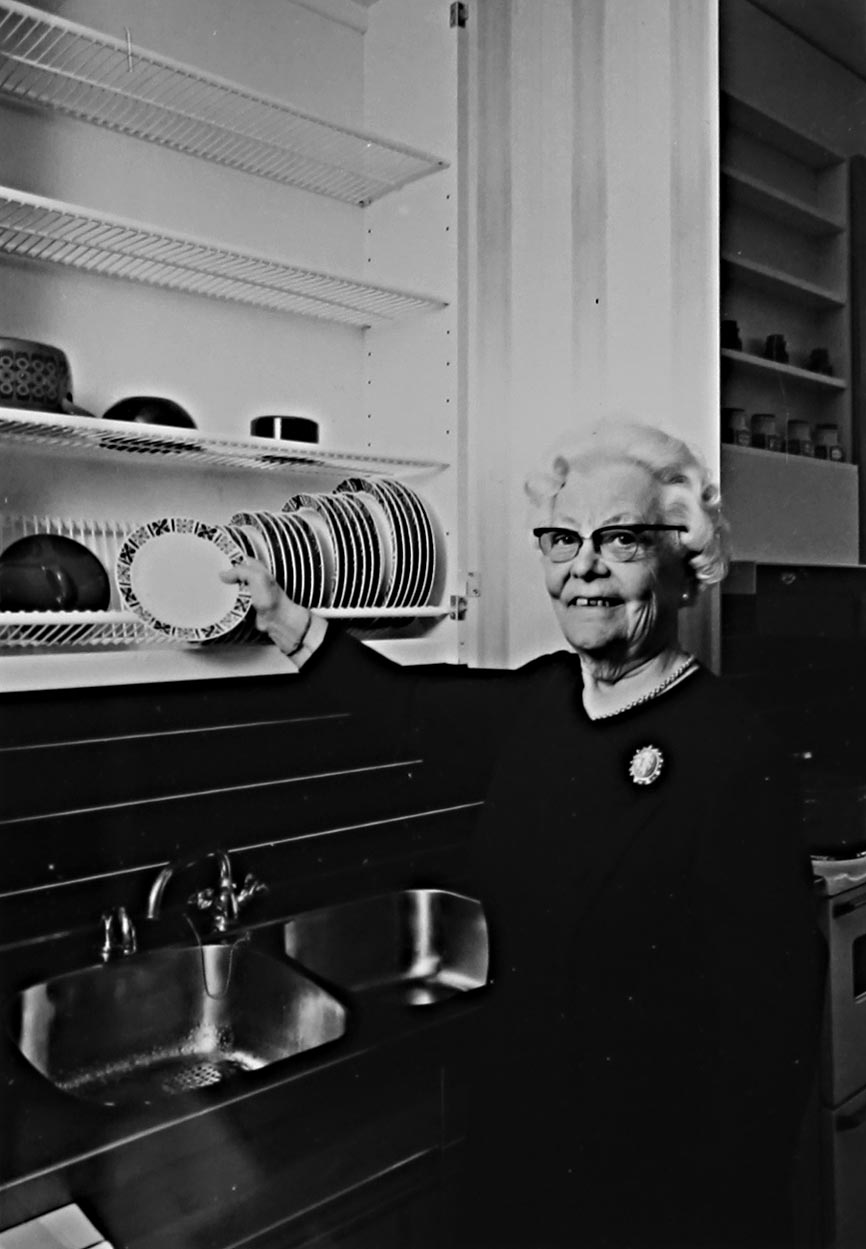
Майю Гебхард со своим изобретением

Подставка для сушки посуды (также разг. сушилка для посуды) — предмет современной кухонной мебели, приспособление для стекания воды с вымытой столовой посуды и её естественной сушки (сушилка). Пользование подставкой для сушки посуды облегчает труд хозяйки и избавляет её от частой стирки кухонных полотенец. От всех забот, связанных с мытьём посуды, современную хозяйку избавляет посудомоечная машина.
Подставка для сушки посуды представляет собой пластиковую или металлическую конструкцию с гнёздами или колышками из стальной проволоки для установки тарелок на ребро, а чашек и стаканов — вверх дном. В таком виде посуда высыхает быстро и не требует вытирания полотенцем. 
Сама подставка устанавливается над металлическим (железооцинкованным, железоэмалированным или алюминиевым) или пластиковым поддоном, куда стекает вода с посуды. Металлические модели сушилок имеют надёжное антикоррозийное покрытие.
Подставки для сушки бывают настольные и настенные, стационарные и складные. 

### История
Идея вертикальной сушки только что вымытой посуды для оптимизации кухонного пространства и экономии времени на вытирание посуды неоднократно возникала у дизайнеров и изобретателей в первой половине XX века. Патенты на первые образцы сушильных шкафов получали американцы Луис Краузе (англ. Louise R. Krause, 1932) и Анджелина Шойерманн (англ. Angiolina Scheuermann, 1929), хотя самые ранние образцы сушилок, ещё не встроенных в шкафы, восходят к концу XIX века. Эти изобретения, однако, не получили распространения.
Современные модели подобного сушильного шкафа (настенный висячий шкаф без нижней поверхности, внутри которого располагается одна или несколько решёток разной формы для разных типов посуды) восходят к концепции финской изобретательницы Майю Гебхард: в 1944—1945 годах Гебхард, работавшая в Ассоциации повышения эффективности труда Финляндии, разработала дизайн сушильного шкафа, в общем виде дошедший до сегодняшнего дня. В качестве отправной точки для развития своей идеи она использовала шведские настольные сушилки. Гебхард обратила внимание на то, что в большинстве семей эти сушилки совершенно не используются, а хозяйки предпочитают по старинке вытирать посуду, перед тем как отправить её в шкаф. Тогда Гебхард решила интегрировать сушилку в шкаф для посуды и разместить его над раковиной или местом для мытья посуды. Такая компоновка позволяла полностью исключить фазу вытирания посуды. По подсчётам Гебхард, средняя хозяйка на протяжении жизни затрачивала на это сотни часов времени.
Промышленное производство сушильных шкафов было начато компанией Enso-Gutzeit в 1948 году. С 1954 года металлические решетки в сушильных шкафах стали из гигиенических соображений покрывать пластиком.
Фонд поддержки изобретательства Финляндии назвал сушильный шкаф в числе самых важных финских изобретений тысячелетия.

### Современное использование
Несмотря на давность изобретения, сушильные шкафы используются далеко не везде. Они получили широкую популярность в скандинавских странах, в Италии, в странах бывшего СССР (видимо, под влиянием масштабных централизованных закупок мебели в Финляндии), но мало известны в других европейских странах.